# Supergeleiding

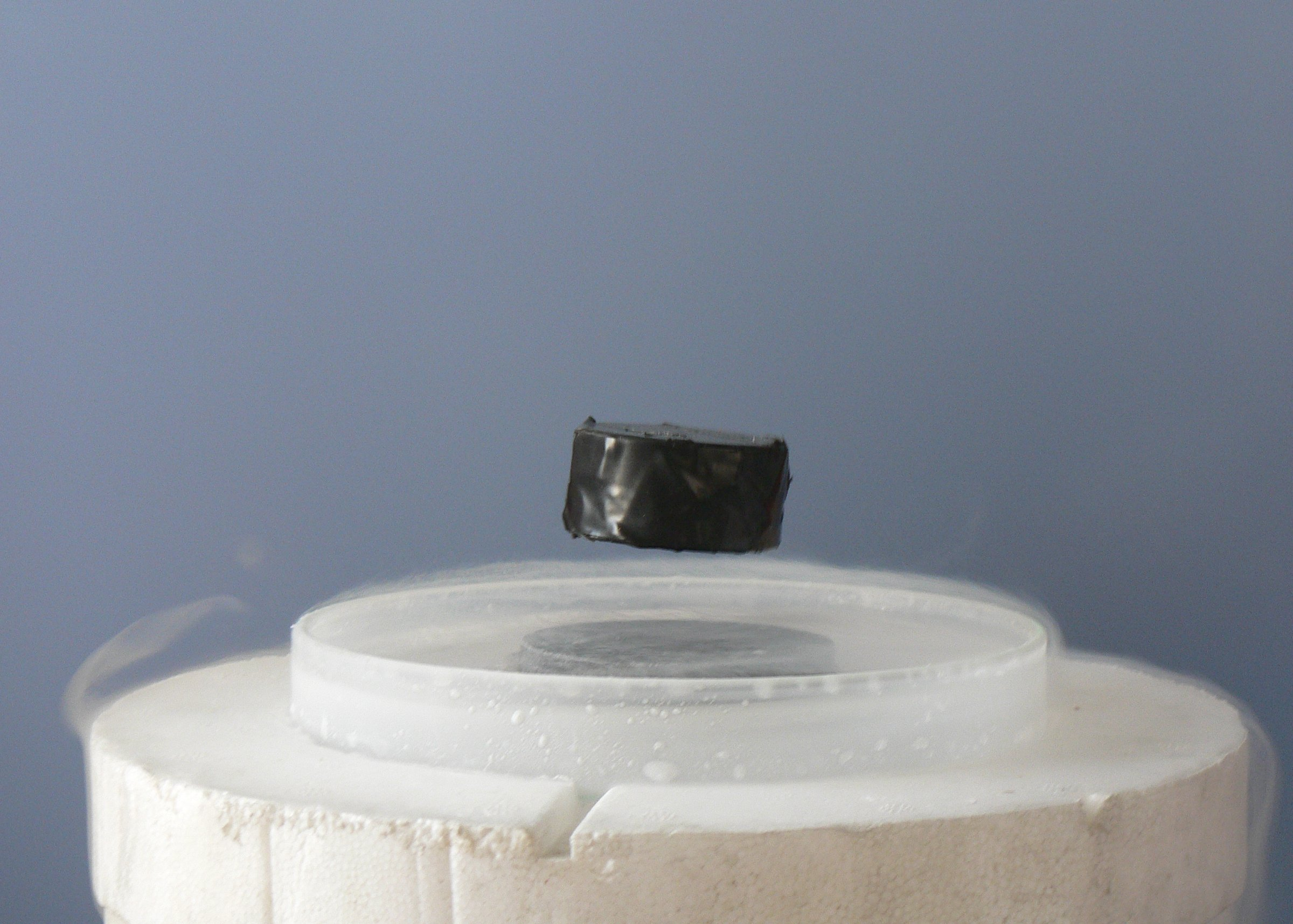
Als gevolg van het Meissner-effect kan een magneet zweven boven een supergeleider.

Supergeleiding (vroeger ook suprageleiding genoemd) is het verschijnsel dat sommige materialen, onder een bepaalde, meestal zeer lage temperatuur of cryogene omstandigheden, geen elektrische weerstand meer hebben. Het verschijnsel is op 8 april 1911, in zijn laboratorium in Leiden, ontdekt door de natuurkundige Heike Kamerlingh Onnes.
In de jaren 80 en 90 van de 20e eeuw vond men ook supergeleiding bij veel hogere temperaturen, in keramische materialen.
Supergeleiding wil zeggen dat als er stroom op gang gebracht wordt in een gesloten kring die bestaat uit een supergeleidend materiaal, deze stroom ook zonder aangelegde elektrische spanning zal blijven rondlopen. Doordat een kringstroom een magnetisch veld opwekt kan men op deze manier een permanent magnetisch veld opwekken. Supergeleidende magneten vinden daarom veel toepassing, maar een groot nadeel is dat supergeleiding in de meeste materialen slechts bij bijzonder lage temperaturen optreedt, enkele graden boven het absolute nulpunt. Supergeleidende magneten moeten dus met grote en kostbare installaties worden gekoeld, meestal met vloeibaar helium.

## Geschiedenis
Nadat Heike Kamerlingh Onnes in 1908 erin was geslaagd om helium vloeibaar te maken begon hij met een reeks experimenten om definitief een antwoord te verkrijgen over de elektrische weerstand van metalen rond het absolute nulpunt. Uit proeven was bekend dat de weerstand afneemt naarmate de temperatuur daalt, maar de natuurkundigen verschilden van mening over wat met de weerstand zou gebeuren bij het absolute nulpunt.
- Volgens de regel van Matthiessen, afkomstig van de Britse scheikundige Augustus Matthiessen, bestaat de weerstand van een metaal uit een som van twee weerstanden, een temperatuurafhankelijke elektronenweerstand en een temperatuuronafhankelijke restweerstand die wordt veroorzaakt door onzuiverheden in het metaal. Volgens Matthiessen zou bij een dalende temperatuur de weerstand lineair afnemen tot alleen een constante waarde, de restweerstand, overblijft.
- De Britse natuurkundige Lord Kelvin had een geheel andere theorie. Hij meende dat bij zeer lage temperaturen de elektronen hun beweeglijkheid in het metaal zouden verliezen en op de metaalionen zouden "vastvriezen". Het metaal zou een isolator worden met een oneindige hoge weerstand.
- Ten slotte was daar de elektronentheorie van de Nederlandse natuurkundige Hendrik Lorentz. Die stelde dat de weerstand van een metaal wordt veroorzaakt doordat de geleidingselektronen werden verstrooid door het trillen van het ionenrooster. Bij het absolute nulpunt is er minder trilling, waardoor de vrije weglengte van de elektronen groter is en de weerstand nul is.

### Experiment van Kamerlingh Onnes
Samen met Gilles Holst nam Kamerling Onnes een platinadraad en keek toe hoe de weerstand van graad tot graad daalde. Overeenkomstig de voorspellingen nam de weerstand af met de temperatuur; maar eenmaal bij enkele graden boven het absolute nulpunt gekomen namen ze waar dat de weerstand constant bleef als de temperatuur verder daalde. Eenzelfde proef met een gouddraad gaf hetzelfde resultaat. Deze uitkomsten ondersteunden de theorie van Matthiessen en schenen te bevestigen dat de gemeten restweerstand werd veroorzaakt door onzuiverheden in het metaal.
Om hierover uitsluitsel te geven stapte Kamerlingh Onnes over op kwik, een metaal dat door herhaald destilleren zeer zuiver te krijgen is. Op 8 april 1911 startte hij samen met Gilles Holst het experiment. Bij een temperatuur van 4,2 K (−269 °C) nam hij waar dat de weerstand van het kwik plotseling wegviel – ofwel: de weerstand van kwik was nul geworden. De wetenschapper dacht eerst dat zijn meetapparatuur defect was geraakt, maar daarmee bleek niets mis te zijn en ook een kortsluiting werd niet gevonden. "Kwik nagenoeg nul" schreef Kamerlingh Onnes op in zijn notitieschrift. Bij het verhogen van de temperatuur zag Holst dat de weerstand weer terugkwam. Later herhaalde hij het experiment met lood en tin en nam waar dat deze supergeleidend werden bij respectievelijk 7,2 en 3,8 K.
De eerste resultaten over het verdwijnen van de elektrische weerstand publiceerde Kamerlingh Onnes op 28 april 1911 in de Verslagen van de Koninklijke Akademie van Wetenschappen. Pas op de Solvayconferentie van november 1911 gaf hij een uitgebreidere uiteenzetting van de gevonden resultaten, waarin hij ook voor het eerst de term 'suprageleider' introduceerde.

### Definitief bewijs
Om te bepalen of de weerstand van een supergeleider werkelijk nul is of alleen uiterst klein liet Kamerlingh Onnes een loden ring vervaardigen die hij in een bad vloeibaar helium dompelde. Vervolgens liet hij een elektrische stroom door de supergeleidende ring lopen die hij met een kleine magneetnaald mat (een stroom veroorzaakt een magnetisch veld). Gedurende twee dagen bleef de naald in dezelfde positie, daarmee aantonend dat de elektrische stroom niet was afgenomen. Later werd het experiment herhaald door een Amerikaans onderzoeksteam dat een elektrische stroom gedurende twee jaar liet rondlopen in een supergeleider zonder dat de geringste variatie in de weerstand werd waargenomen.
Vervolgens wilde Kamerlingh Onnes een supergeleidende magneet maken die enkele duizenden tesla's sterk was. Dit plan moest hij al snel opgeven omdat al snel duidelijk werd dat supergeleiding verdween wanneer de sterkte van het magneetveld een zekere drempelwaarde overschreed; in de orde van een paar tesla.

## Theorieën voor supergeleiding
Sinds de ontdekking door Kamerlingh Onnes zijn er veel pogingen gedaan om het verschijnsel te verklaren. De volgende belangrijke stap deed zich voor in 1933 toen Walther Meissner samen met zijn assistent Robert Ochsenfeld ontdekte dat een supergeleider een extern aangebracht magnetisch veld afstoot: binnen de supergeleider heerst geen magnetisch veld en de magnetische veldlijnen worden als het ware om de supergeleider heen gebogen. Dat fenomeen staat nu bekend als het Meissner-effect. De gebroeders Fritz en Heinz London lieten zien dat het Meissner-effect een gevolg was van de beperking van elektromagnetische vrije energie gedragen door de supergeleidende stroom. Tijdens hun onderzoek naar het effect vonden de gebroeders London dat de elektrische stroom zich bevindt in een zeer dunne buitenste laag van de supergeleider. Deze oppervlaktestromen zijn zodanig georganiseerd dat het inwendige van de supergeleider afgeschermd wordt voor het uitwendige magnetisch veld. Deze penetratiediepte (λ), ook de London-penetratiediepte genoemd, is een specifieke eigenschap van supergeleiders en is ongeveer honderd nanometer dik.

### Ginzburg-Landau theorie
In de jaren vijftig vonden theoretisch natuurkundigen een bevredigende verklaring van de "klassieke" supergeleiding met de beschrijvende ("fenomenologische") Ginzburg-Landau theorie (1950) van de Russische natuurkundigen Vitali Ginzburg en Lev Landau. Met deze theorie konden macroscopische eigenschappen van supergeleiders beschreven worden. Een andere Russische wetenschapper, Aleksej Abrikosov, liet zien dat de Ginzburg-Landau-theorie voorstelt dat er twee soorten supergeleiders (Type I en Type II) bestaan, elk met een verschillend gedrag in aanwezigheid van een magnetisch veld. Voor hun werk kregen Ginzburg en Abrikosov in 2003 de Nobelprijs.
- Een Type-I-supergeleider (in het algemeen zuivere metalen, uitgezonderd niobium) duwt het aangelegde magnetisch veld naar buiten. Dit gaat op voor elk veld dat kleiner is dan de kritische veldsterkte Hc. Daarboven dringt de magnetische flux de supergeleider volledig binnen en verdwijnt abrupt de supergeleidende toestand.
- Een Type-II-supergeleider (in het algemeen legeringen) duwt het aangelegde magnetische veld naar buiten tot dit een eerste kritische waarde (Hc1) van het veld bereikt; vervolgens laat het veld zich geleidelijk aan doordringen in de vorm van gekwantiseerde eenheden (vortices) van de magnetische flux. Dit wordt de 'gemengde toestand' genoemd, want de weerstand is nog steeds nul ondanks het gedeeltelijke doordringen van het magnetisch veld. Wanneer het veld eenmaal een tweede kritische waarde (Hc2) heeft bereikt, is de doordringing volledig en verdwijnt de supergeleidende toestand.

Type-II-supergeleiders vinden vooral toepassing bij de constructie van elektromagneten waarmee zeer sterke velden kunnen worden opgewekt.
De definitieve doorbraak kwam, 46 jaar na de ontdekking, met de BCS-theorie (1957) van de Amerikanen Bardeen, Cooper en Schrieffer. Dit trio kreeg in 1972 de Nobelprijs voor hun theorie.

### Verklaring volgens BCS-theorie
Supergeleiders zijn geleiders die geen weerstand hebben voor elektronenstromen. Dit komt door de vorming van Cooperparen, een kwantumeffect dat intuïtief als volgt beschreven kan worden.
Beschouw twee vrije elektronen in een rooster met positieve ionen:
```
       +  +  +  +  + +
                    -
       +  +  +  +  + +

       +  + +   +  +  +
           -
       +  + +   +  +  +
```

In zijn geheel gezien is het volledige rooster neutraal geladen. De twee elektronen hebben een negatieve lading en verzamelen daardoor positieve ionen rond zich. Dit heeft als gevolg dat op een redelijke afstand een elektron als lichtjes positief beschouwd wordt door het andere elektron. Andersom is dit ook waar. De elektronen worden dus lichtjes tot elkaar aangetrokken. Dit gebeurt alleen als de trillingen van de ionen niet te groot zijn. Als deze te groot zouden zijn, worden de positieve ladingen van de ionen over een groter gebied verspreid en worden de Cooperparen niet gevormd. Dit is de oorzaak waardoor supergeleiding voorlopig alleen maar kan optreden bij relatief lage temperaturen. De temperatuur waarbeneden supergeleiding optreedt, noemt men de kritische temperatuur; deze is sterk afhankelijk van de stroomdichtheid en het omliggende magnetische veld. Bij te grote magnetische velden verliezen veel materialen hun supergeleidende eigenschap.
Als elektronen zich in een Cooperpaar schikken is hun gezamenlijk energieniveau kleiner dan wanneer ze apart voorkomen. Dit wil zeggen dat, indien mogelijk, elektronen zich altijd in Cooperparen gaan schikken. Als de elektronen zich in paren schikken, wil dit zeggen dat ze ook zo gaan bewegen. Doordat de ionen weinig trillen is bovendien de kans op verstrooiing ("botsingen") zeer klein. Dit verklaart dat er geen elektrische weerstand is in supergeleidingstoestand.
De BCS-theorie bleek precies overeen te komen met het gedrag van metalen en legeringen bij lage temperaturen. In 1973 werd een niobium-germanium (Nb3Ge) legering gefabriceerd die bij 23,3 kelvin supergeleidend werd.

## Materialen
Meer dan de helft van de metalen uit het periodiek systeem der elementen is in een supergeleidende toestand te brengen. Goede supergeleidende elementen zijn
| Metaal   | Isotoop | Kritische temperatuur (K) |
| -------- | ------- | ------------------------- |
| niobium  | 41Nb    | 9,25                      |
| vanadium | 23V     | 5,4                       |
| lanthaan | 57La    | 4,8                       |
| tantaal  | 73Ta    | 4,4                       |
| kwik     | 80Hg    | 4,15                      |

Daarentegen blijken metalen zoals koper, zilver en ijzer ook bij extreem lage temperaturen niet supergeleidend te worden.
Betere lagetemperatuursupergeleiders worden gemaakt van speciale legeringen als niobiumtitanium of intermetallische verbindingen zoals:
| Legering         | Formule | Kritische temperatuur (K) |
| ---------------- | ------- | ------------------------- |
| vanadiumsilicium | V3Si    | 17                        |
| niobiumtin       | Nb3Sn   | 18,3                      |
| niobiumgermanium | Nb3Ge   | 23,3                      |

De laatste zijn zogenoemde A15-supergeleiders omdat ze een chemische structuur A3B hebben met A = Nb, V, Ta, Zr en B = Sn, Ge, Al, Ga, Si.

## 'Warme' supergeleiders

Tijdlijn van de ontdekking van supergeleiders met hun kritische temperaturen

In de lente van 1986 ontdekten de Zwitserse wetenschappers Georg Bednorz en Alex Müller een nieuw materiaal dat supergeleidend werd bij een temperatuur van 35 kelvin. Nog opmerkelijker was dat de gevonden supergeleider geen metaal of legering was maar keramisch materiaal bestaande uit lanthaan, barium en koperoxide. Door lanthaan te vervangen door yttrium creëerden onderzoekers van de universiteit van Houston, onder leiding van Paul Chu, een supergeleider die bij 93 kelvin supergeleidend werd, een temperatuur die met goedkopere, vloeibare stikstof (kookpunt 77 K) is te bereiken.
Er zijn sinds een aantal jaren enkele cupraten (verbindingen met CunOm, zoals yttrium-barium-koperoxide, bismut-strontium-calcium-koperoxide en kwik-barium-calcium-koperoxide) die bij temperaturen tot 135 kelvin (−138,15  graden Celsius) supergeleidend zijn,
maar zij hebben weer andere nadelen; het zijn keramische materialen die zich moeilijk tot een draad laten vormen en zij verdragen vaak niet zulke hoge stromen (lees: magnetische velden).
In 2015 werd op basis van het vermoeden dat metallische waterstof supergeleidend zou kunnen zijn onder hoge temperaturen, onderzoek gedaan bij hydriden die onder een minder extreme druk metallische eigenschappen krijgen. Zo werd ontdekt dat triewaterstofsulfide {\displaystyle {\ce {(H3S)}}}, dat onder de hoge druk uit zwavelwaterstof ofwel diwaterstofsulfide {\displaystyle {\ce {(H2S)}}} ontstaat, metallisch wordt bij drukken vanaf 95 GPa, onder steeds hogere drukken al bij hogere temperaturen supergeleidend wordt. Zo werd bij een druk van 155 GPa supergeleiding gemeten bij {\displaystyle \mathrm {203{,}5\ K\ (\ \approx \ -70^{o}C)} }.
De benaming "warme supergeleider" moet natuurlijk relatief worden gezien. Een temperatuur van −70 °C is voor menselijke begrippen nog steeds erg laag, maar het is zeer warm vergeleken bij de temperaturen waarop supergeleiding aanvankelijk werd vastgesteld.

## Toepassingen

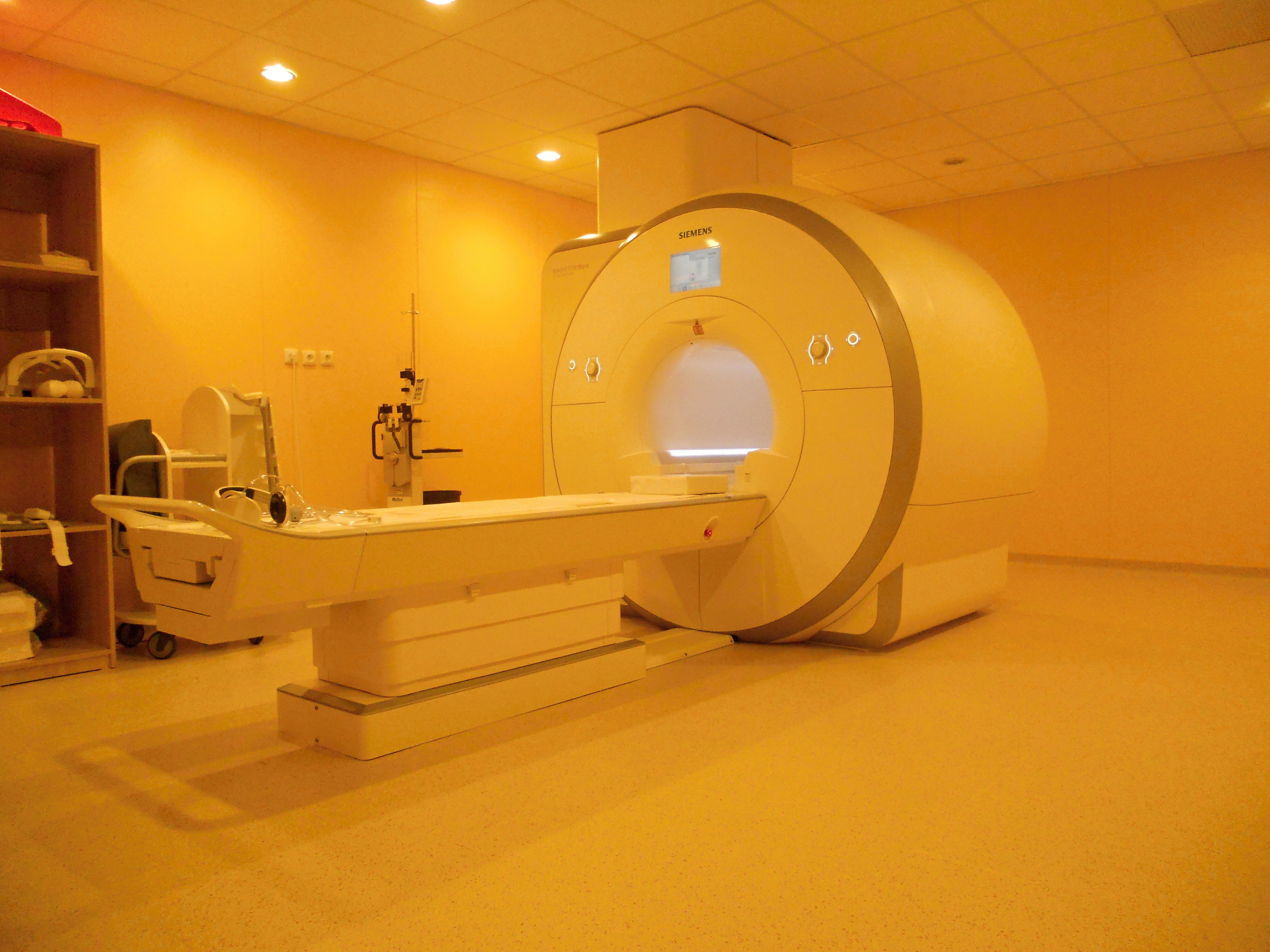
Een MRI-scanner gebruikt supergeleidende magneten

Supergeleidende materialen worden vooral toegepast waar het gunstig is om absoluut geen elektrische verliezen te hebben. Door de ontdekking van warme supergeleiders kan dit nu in principe bij de temperatuur van vloeibaar stikstof, een relatief makkelijk te hanteren koelmiddel. De eigenschappen van de betreffende materialen zijn echter niet zo gunstig: het zijn keramische, nogal brosse materialen, die bovendien geen sterke magnetische velden kunnen verdragen zonder hun supergeleiding te verliezen.
In praktische toepassingen vinden we daarom nog voornamelijk supergeleidende metalen, die met vloeibaar helium gekoeld moeten worden. Het bekendste voorbeeld is wellicht de MRI-scanner die men in ziekenhuizen aantreft. Om de grote magnetische velden op te wekken zonder enorme warmteontwikkeling die energie kost en ook op zich ongewenst is, gebruikt men supergeleidende spoelen als elektromagneet.
Supergeleidende spoelen worden ook gebruikt als stuurmagneet in deeltjesversnellers, waaronder de Large Hadron Collider (LHC), en in NMR-spectrometers (voor het op moleculair en atomair niveau in beeld brengen van materialen). Supergeleidende spoelen worden ook gebruikt in tokamaks voor kernfusie, zoals de experimentele kernfusiereactor ITER: ze worden daar gebruikt om het krachtige magnetische veld op te wekken waarmee het plasma wordt opgesloten. Men gebruikt daarvoor een magnetisch veld omdat het plasma een extreme temperatuur van 100 tot 150 miljoen kelvin heeft en er geen geschikte materialen bestaan om zo'n plasma fysiek op te sluiten.
In de experimentele natuurkunde gebruikt men wel SQUIDs, kleine supergeleidende stroomkringen om minuscule elektromagnetische velden te detecteren, bijvoorbeeld velden ten gevolge van één deeltje. Het is ook mogelijk om met behulp van zogenaamde Josephson-juncties logische schakelingen te maken.
Voor toekomstige toepassingen kan men denken aan supergeleidende hoogspanningsleidingen om transportverliezen ten gevolge van elektrische weerstand te minimaliseren. Ook Maglev-treinen zouden van supergeleidende technologie gebruik kunnen gaan maken.